# Малокусковецька ділянка
Малокусковецька ділянка — водно-болотний масив, ботанічна пам'ятка природи місцевого значення в Україні. Розташована поблизу села Малі Кусківці Кременецького району Тернопільської області, в межах меліорованої системи. 
Площа — 3,5 га. Оголошена об'єктом природно-заповідного фонду рішенням виконкому Тернопільської обласної ради № 496 від 26 грудня 1983 року. Перебуває у віданні Лановецького міжгосподарського підприємства з виробництва яловичини. 
Під охороною — водно-болотна рослинність, типова для Західного лісостепу.